# William B. Franklin
William Buel Franklin (27 de febrer de 1823 – 8 de març de 1903), fou un oficial de carrera de l'Exèrcit dels Estats Units i un oficial de la Unió en la Guerra Civil dels Estats Units. Va arribar al rang de comandant de cos en l'Exèrcit del Potomac, lluitant en el primer tram de la Guerra Civil en diverses i notables batalles, en el Teatre Oriental de la Guerra de Secessió.